# آلية سعر الصرف الأوروبية
آلية سعر الصرف الأوروبية (بالإنجليزية: European Exchange Rate Mechanism)‏ المعروفة اختصاراً بـ ERM II هي نظام قدمه المجتمع الاقتصادي الأوروبي في 1 يناير 1999 إلى جانب تقديم العملة الموحدة وهي اليورو بهدف استبدال النسخة الأولى من آلية سعر الصرف الأوروبية ووحدة العملة الأوروبية وذلك كجزء من النظام النقدي الأوروبي ‏ (EMS) لتقليل تقلبات سعر الصرف وتحقيق الاستقرار النقدي في أوروبا.
بعد اعتماد اليورو، تغيرت السياسة إلى ربط عملات دول الاتحاد الأوروبي التي لا تنتمي إلى منطقة اليورو باليورو (مع جعل العملة المشتركة نقطة مركزية). وكان الهدف هو تحسين استقرار تلك العملات، فضلاً عن الحصول على آلية تقييم للأعضاء المحتملين للانضمام إلى منطقة اليورو. تشارك عملتان في النسخة الثانية من آلية سعر الصرف الأوروبية وهما الكرونة الدنماركية والليف البلغاري وذلك حتى مارس 2024.

## الغرض من آلية سعر الصرف الأوروبية الثانية وكيفية تشغيلها
تعتمد آلية سعر الصرف الأوروبية على مفهوم هوامش سعر صرف العملة الثابتة، ولكن مع تباين أسعار الصرف ضمن تلك الهوامش. كما يطلق على هذا أيضًا اسم النظام شبه المثبت. قبل تقديم اليورو، كانت أسعار الصرف معتمدة على وحدة العملة الأوروبية (ECU) والتي تم تحديد قيمتها من خلال اختصاب المتوسط المرجح للعملات المشاركة.
تم حساب شبكة (يطلق عليها اسم شبكة التكافؤ) للأسعار الثنائية على أساس هذه الأسعار المركزية المعبر عنها بوحدات العملة الأوروبية، وكان يجب احتواء تقلبات العملة ضمن هامش 2.25% على جانبي الأسعار الثنائية (باستثناء أربع عملات هي الليرة الإيطالية والبيزيتا الإسبانية والإسكودو البرتغالي والجنيه الإسترليني والتي سُمح لها بالتقلب بنسبة 6% بالزيادة أو النقصان). وقد أدت الترتيبات المحددة للتدخل والقروض إلى حماية العملات المشاركة من التقلبات الكبيرة في أسعار الصرف.
يقال أن مستشار الخزانة في المملكة المتحدة دينيس هيلي اختار عدم الانضمام إلى آلية سعر الصرف الأوروبية في عام 1979 بسبب المخاوف من أنها قد تفيد الاقتصاد الألماني على حساب اقتصادات باقي الدو الأخرى من خلال منع المارك الألماني من الارتفاع. انضمت المملكة المتحدة إلى آلية سعر الصرف الأوروبية في أكتوبر 1990 عدنما كان جون ميجور مستشاراً للخزانة، في خطوة حظيت في ذلك الوقت بدعم كبير من قطاع الأعمال والصحافة ولكنها اضطرت إلى المغادرة مرة أخرى بعد عامين في الأربعاء الأسود.

## تاريخ آلية سعر الصرف الأوروبية الثانية
في 31 ديسمبر 1998، تم تجميد أسعار صرف وحدة العملة الأوروبية (ECU) لدول منطقة اليورو، وبالتالي تم تحديد قيمة اليورو، التي حلت محل وحدة العملة الأوروبية من حيث القيمة الاسمية.
في عام 1999، حلت آلية سعر الصرف الأوروبية الثانية محل الآلية الأصلية. وكانت الدراخما اليونانية والكرونة الدنماركية جزءاً من الآلية الجديدة، عندما انضمت اليونان إلى اليورو في عام 2001، أصبحت الكرونة الدنمركية في ذلك الوقت العضو المشارك الوحيد. يُسمح للعملة في آلية سعر الصرف الأوروبية الثانية بالتعويم ضمن نطاق ±15% فيما يتعلق بالسعر المركزي مقابل اليورو. وفي حالة الكرونة، يحافظ البنك الوطني الدنماركي على سعر الصرف ضمن النطاق الضيق ± 2.25% مقابل السعر المركزي 1 يورو لك 7.46038 كرونة دنماركية.
ومن المتوقع أن تشارك دول الاتحاد الأوروبي التي لم تعتمد اليورو لمدة عامين على الأقل في آلية أسعار الصرف الأوروبية قبل الانضمام إلى منطقة اليورو.

### الأعضاء الجدد في الاتحاد الأوروبي
في الأول من مايو 2004، أصبحت البنوك المركزية الوطنية العشرة للدول الأعضاء الجديدة طرفاً في اتفاقية بينها خاصة بآلية سعر الصرف الأوروبية الثانية. وكان من المقرر أن تصبح العملات الوطنية نفسها جزءًا من آلية سعر الصرف الأوروبية الثانية في تواريخ يتم الاتفاق عليها.
تم إدراج الكرون الإستوني والليتاس الليتواني والتولار السلوفيني في آلية سعر الصرف الأوروبية الثانية في 28 يونيو 2004؛ بينما تم إدراج الجنيه القبرصي واللاتس اللاتفي والليرة المالطية في 2 مايو 2005؛ والكرونة السلوفاكية في 28 نوفمبر 2005.
في 10 يوليو 2020، تم الإعلان عن أن الليف البلغاري والكونا الكرواتية سيتم تضمينهما في آلية سعر الصرف الأوروبية الثانية.
لاحقاً انضمت كلا من سلوفينيا (1 يناير 2007) وقبرص (1 يناير 2008) ومالطا (1 يناير 2008) وسلوفاكيا (1 يناير 2009) وإستونيا (1 يناير 2011) ولاتفيا (1 يناير 2014) وليتوانيا (1 يناير 2015) وكرواتيا (1 يناير 2023) إلى منطقة اليورو وبالتالي غادرت آلية سعر الصرف الأوروبية.